# ماكس برغر
ماكس برغر هي سلسلة مطاعم وجبات سريعة سويدية تأسست في عام 1968 من قبل كيرت بيرجفورز، تمتلك فروع في الدول العربية في السعودية، مصر، دبي والكويت.